# مسجد راو راو
مسجد راو راو هو واحد من أقدم المساجد في إندونيسيا، يقع المسجد في مدينة راو راو التابعة لسونغاي طرب من منطقة تاناه داتار غرب سومطرة، عمارة المسجد هو مزيج من المينانجكاباو والفرس، وقد بدأ بناء المسجد في عام 1908 من سقف مصنوع من ألياف النخيل قبل أن يتم استبداله بالزنك، منذ تأسيس المسجد وكان يعاني من أضرار كبيرة من جراء الزلزال، مثل زلزال في عام 1926 وزلزال في عام 2009، ومع ذلك منذ أن تم بناؤه لم يتم استعادة بناء المسجد بطريقة كبيرة، التجديدات التي أجريت اجريت فقط على شكل مأذنة ذات استقامة ملتوية وذلك في عام 1975، وتم استبدال القديم ببناء البلاط الجديدة في أرضية المسجد وذلك عام 1990، اليوم يستخدم المسجد للأنشطة الدينية للمسلمين، ويستخدم أيضا كوسيلة للتعليم الديني، وفي الأصل كان يستخدم المسجد كمكان استراتيجي في الحرب ضد الهولنديين .

## التاريخ
يقع مسجد راو راو في اتجاه طريق باتوسنغار لبوكيتنغي وتحديدا في مدينة راو راو في سونغاي طرب من منطقة تاناه داتار غرب سومطرة، وقد تم بناء المسجد في عام 1908، وبني بألياف في السقف، وقد بني المسجد بشكل كامل من قبل القرويين في مدينة راو راو، وذلك بناء على مبادرة من الهندي عبد الرحمن داتوك ماخو، وفي أواخر عام 1918 أتم بناء المسجد .

## العمارة
العمارة في هذا المسجد مزيج من مختلف الأطياف، وذلك بخلط فن العمارة الفارسية والمينانجكاباو، وكما الحال في غيرها من عمارة المساجد في المينانجكاباو، يتكون سقف المسجد من أربعة مستويات مقعر قليلا، إلا في المستوى الأعلى من السقف فهناك غرفة مربعة الشكل مع أربعة سقوف يؤدي إلى الاتجاهات الأربعة، في حين أن هناك مساحة على السقف ترى على شكل قبة، داخل قاعة الصلاة هناك أربعة أعمدة رئيسية مصنوعة من الخرسانة، محراب المسجد تم إنشاؤه حديثا وتم امشاء منبر دائم في عام 1930، وزين بالحلي في شكل خزف والزجاج المكسور، المنبر قياسه 3 متر في 1.38 متر مع ارتفاع 3.1 متر، في الذكرى 100 لمسجد راو راو وذلك في أكتوبر عام 2008 .

## المباني المحيطة
إلى اليسار من مسجد راو راو يقف مبنى من طابقين تبلغ قياساته 7 متر في 10 متر، أي أن مساحته 70 متر مربع، واكتمل بنائه والذي تم تسميته المركز في عام 2001، وفي الوقت نفسه يقف مبنى محاذي للمسجد والذي يستخدم كمدرسة دينية، والذي منذ عام 1982 وسمي هذا المبني دار الهدى وقديما كانت تسمى المدارس الدينية الإسلامية .